# 10277 Micheli
10277 Micheli è un asteroide della fascia principale. Scoperto nel 1981, presenta un'orbita caratterizzata da un semiasse maggiore pari a 2,7172703 UA e da un'eccentricità di 0,0899954, inclinata di 1,44724° rispetto all'eclittica.
L'asteroide è dedicato all'astronomo italiano Marco Micheli.